# Astragalus grey-wilsonianus
Astragalus grey-wilsonianus es una especie de planta del género Astragalus, de la familia de las leguminosas, orden Fabales.

## Distribución
Astragalus grey-wilsonianus se distribuye por Afganistán.

## Taxonomía
Fue descrita científicamente por D. Podl. Fue publicada en Mitt. Bot. Staatssamml. München 25: 686 (1988).